# جون اسکویب
جون اسکویب (انگلیسی: June Squibb؛ زادهٔ ۶ نوامبر ۱۹۲۹) هنرپیشه اهل ایالات متحده آمریکا است. وی از سال ۱۹۵۸ میلادی تاکنون مشغول فعالیت بوده است.
او در فیلم‌های پدران جایگزین، فقط آب اضافه کنید، به مامان نگو پرستار بچه مرده، تلما و هجوم کوسه‌ها بازی کرده است. معروفترین فیلم وی ایفای نقش کیت گرنت در نبراسکا ساخته الکساندر پین محصول ۲۰۱۳ است.